# Bulbocapnin
Bulbocapnin ist ein Aporphin-Alkaloid es ähnelt strukturell dem Apomorphin.

## Vorkommen

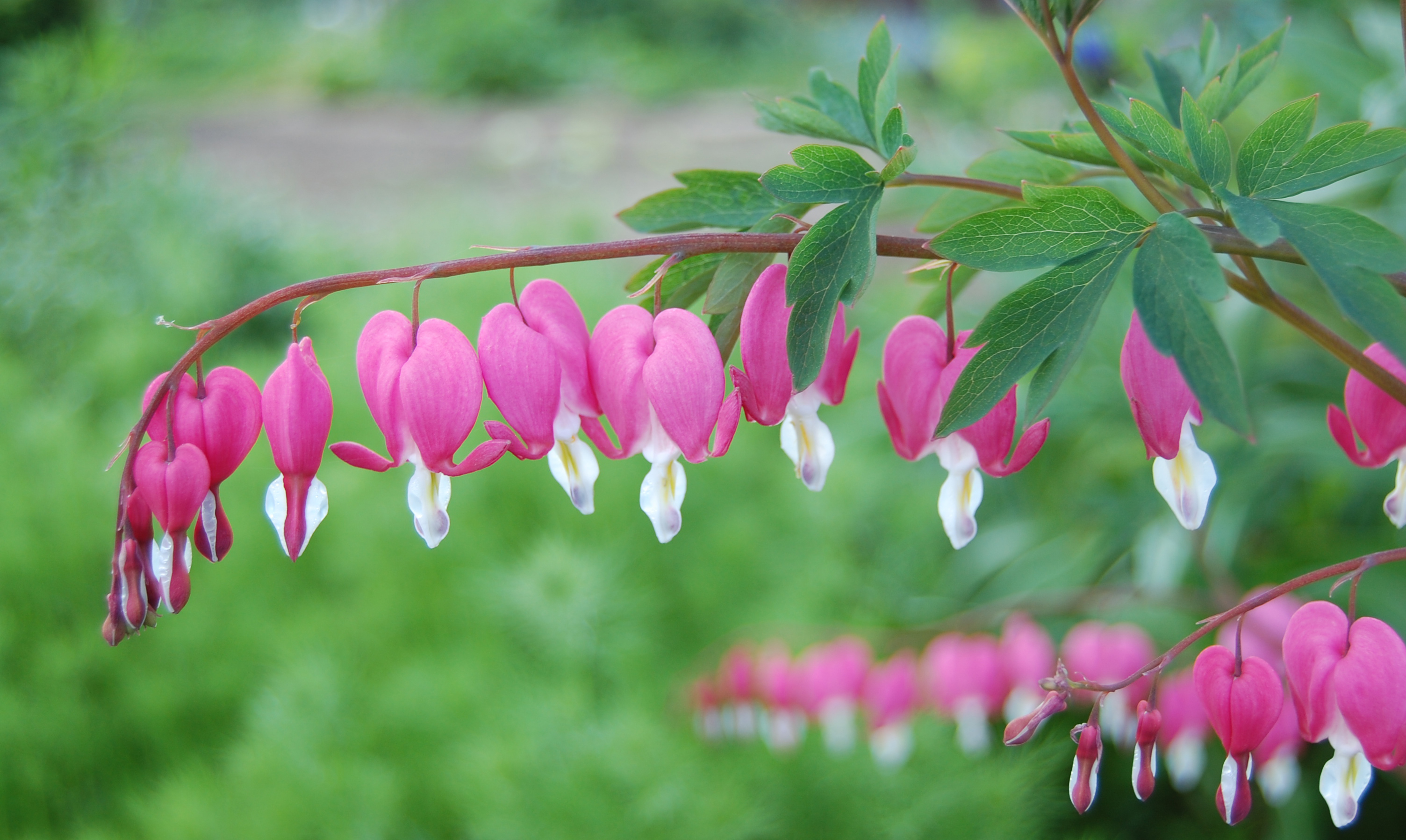
Tränendes Herz (Dicentra spectabilis)

Es kommt in Pflanzen der Arten Lerchensporne und Tränendes Herz sowie anderen Kräutern der Familie der Erdrauchgewächse vor.

## Physiologische Wirkung
Bulbocapnin kann tödliche Vergiftungen bei Schafen und Rindern auslösen.
Laut Dorlands Medical Dictionary hemmt es bei Menschen die Tätigkeit der gestreiften Muskeln. Es wird zur Behandlung eines muskulären Tremors und vestibulären Nystagmus verwendet. Der Psychiater Robert Heath führte in einem der größten Gefängnisse der USA Tests an Häftlingen aus, um sie mit der Substanz ruhigzustellen. Der Autor William S. Burroughs bezieht diese Handlung in sein Buch Naked Lunch ein, in dem der fiktive Dr. Benway es benutzt, um Folteropfer gehorsam zu machen.